# Dysmachus nigripennis
Dysmachus nigripennis är en tvåvingeart som först beskrevs av Hull 1962.  Dysmachus nigripennis ingår i släktet Dysmachus och familjen rovflugor. Inga underarter finns listade i Catalogue of Life.